# Falco cuvierii
El alcotán africano (Falco cuvierii) es una especie de ave falconiforme de la familia Falconidae que se encuentra en el continente africano, es sedentario. No se conocen subespecies.
Generalmente le gusta habitar los lugares donde la vegetación no es muy alta, y en los bosques.
No construye su propio nido, y por ello busca nidos vacíos o saca a otros pájaros.
Puede poner de 1 a 3 huevos, aunque la mayoría de las veces tienen 3.[cita requerida]
Las hembras son mucho más grandes que los machos. Los alcotanes africanos puede llegar a medir en su madurez de 70 a 80 cm.[cita requerida]